# Felipe Camarão
Felipe Costa Camarão (Rio de Janeiro, 31 de dezembro de 1981) é procurador federal de carreira. Professor da UFMA e político brasileiro. Filiado ao Partido dos Trabalhadores (PT), é o atual vice-governador do Maranhão.

## Biografia

### Início de vida, educação e carreira
Nascido em 1981, na cidade do Rio de Janeiro, Felipe Camarão é o primogênito do maranhense Phill Camarão, e da carioca Rita Camarão, ambos médicos. Apesar de ter nascido na capital fluminense, foi na cidade de São Luís do Maranhão que cresceu e se estabilizou.
Iniciou sua vida profissional ainda na adolescência, aos 16 anos, ministrando aulas de Inglês no curso de sua família. No ano de 2005, graduou-se em Direito pela UFMA, mesma instituição em que se especializou em Gestão Pública e se tornou mestre em Direito.
Ao longo de sua vida, foi aprovado em concursos públicos para escrivão de polícia civil; analista judiciário do Tribunal de Justiça do Maranhão e procurador federal, cargo este que ocupa há 15 anos, já tendo chefiado o escritório de representação da Advocacia-Geral da União, e sido nomeado procurador-chefe da Procuradoria Federal no Maranhão e procurador-chefe da Procuradoria Federal Especializada junto ao INSS (PFE/INSS), além de subprocurador-chefe da UFMA.
Graduado em Direito (UFMA). Doutor em Ciências Médicas (UERJ). Mestre em Direito (UFMA) e Mestre em Educação-Gestão de Ensino da Educação Básica (UFMA). 

### Trajetória na Gestão Pública
Em 2005, aos 24 anos, dirigiu o Instituto de Promoção e Defesa do Cidadão e do Consumidor Maranhão (Procon/MA), pela 1ª vez. Em 2011, voltou a ocupar o cargo, quando foi convidado a reassumir a direção do órgão.
Em 2015, a convite do então governador do Maranhão, Flávio Dino, assumiu a Secretaria de Estado da Gestão e Previdência. Em agosto deste mesmo ano, foi empossado secretário de Estado da Cultura. Saiu da Secretaria de Cultura para ser secretário de Governo e cuidar da implantação do órgão dentro da estrutura governamental. 
Em março de 2016, foi nomeado como secretário de Estado da Educação do Maranhão, ficando à frente da pasta por 6 anos e 25 dias, tempo que o coloca como o gestor que por mais tempo comandou a referida pasta no estado. Cumulou ainda o cargo de presidente da Fundação da Memória Republicana Brasileira (2015 a 2022) e de reitor do Instituto de Educação, Ciência e Tecnologia do Maranhão (IEMA).
Retornou ao cargo de secretário de Educação em março de 2023.

### Eleições
Em 2021, filiou-se ao Partido dos Trabalhadores. Em junho de 2022, foi escolhido pelo seu partido para ser o candidato a vice-governador do Maranhão, na chapa de reeleição ao Governo de Carlos Brandão. Ao lado de Carlos Brandão foi eleito em 1º turno como vice-governador do Estado do Maranhão, com 51,29% dos votos válidos, totalizando 1.769.187 votos.